# Museu Nacional dos Correios
O Museu Nacional dos Correios é um museu postal, telegráfico e filatélico brasileiro, criado em 15 de janeiro de 1980 e localizado em Brasília.

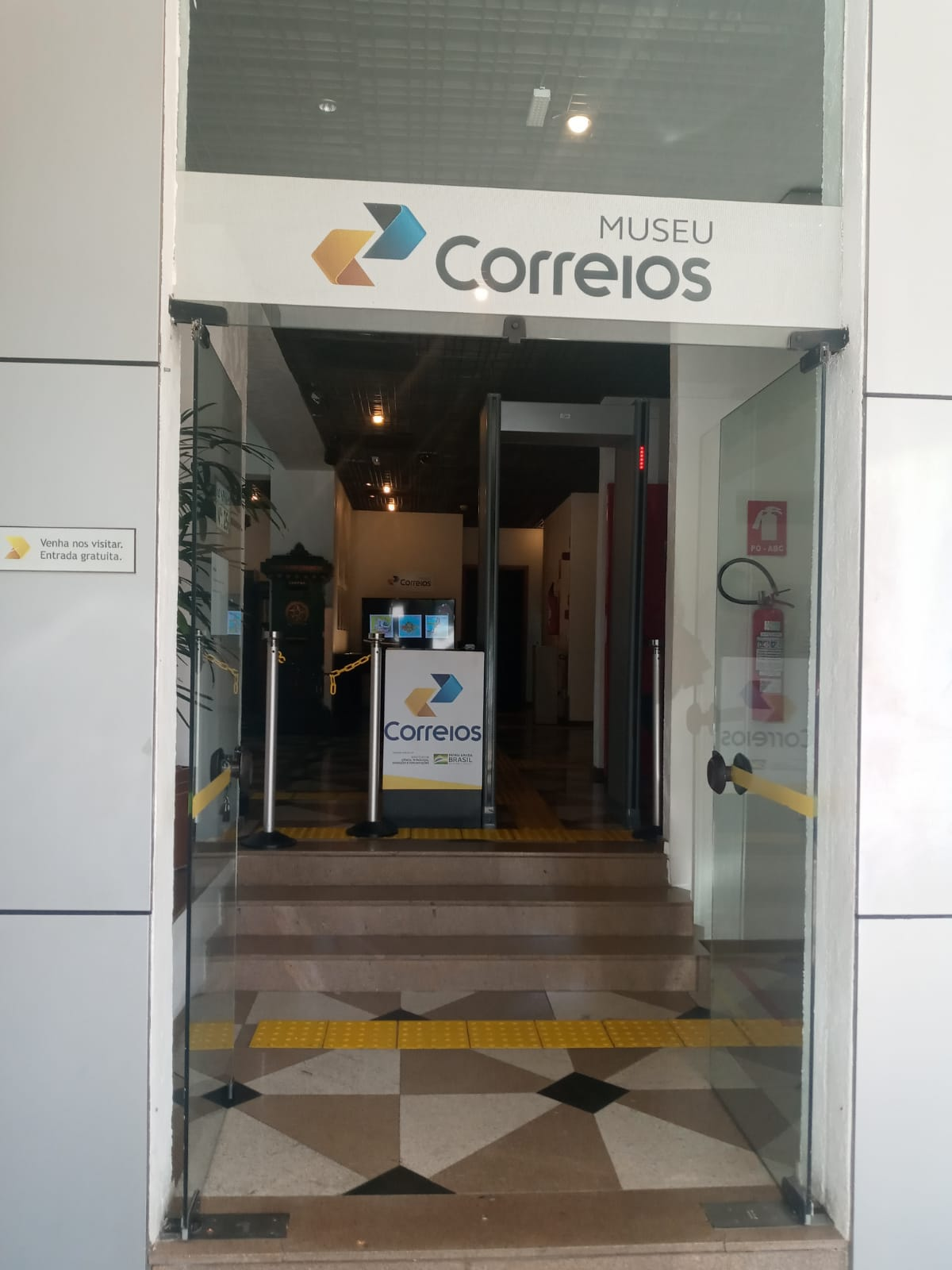
Vista interior do museu.

## História

### Museu Postal
O Dr. Luiz Betim Paes Leme, esteve à frente da Diretoria Geral dos Correios no período de 18/03/1882 a 19/12/1891.  Na sua administração foi criada a Biblioteca Postal em 26 de março de 1888 e no ano seguinte, o Museu Postal em  26 de fevereiro de 1889, conforme a Portaria nº 119. 

### Museu Telegráfico
Se o Museu Postal foi amplamente documentado, com portaria de criação e citado nos Relatórios Anuais dos Correios, o mesmo não se pode dizer do Museu dos Telégrafos. Entretanto, sabemos de sua existência devido às fotografias pertencentes ao acervo iconográfico do Museu Nacional dos Correios, que registram duas salas destinadas à preservação e exibição de aparelhos telegráficos, fragmentos de cabos submarinos, isoladores, entre outros itens, que serviam de experimentos para os novos empregados dos Telégrafos.

### Museu Postal-Telegráfico e Museu Filatélico
Em 12 de dezembro de 1931 houve uma mudança drástica nos serviços postais e telegráficos no Brasil, motivada pela crise das duas instituições até então existentes. Como medida de recuperação dos serviços prestados, foi criado o Departamento de Correios e Telégrafos (DCT). Nesse momento, foi criado também o Museu Postal-Telegráfico, que ficou sob a responsabilidade do Serviço de Comunicações da Diretoria Geral, conhecido como SCO-DG. Importa destacar que a criação do Museu Postal-Telegráfico foi objeto do mesmo Decreto que criou o DCT.
Localizado, a princípio, na Sala da Biblioteca, o museu até 1934 não tinha espaço definido até a sua transferência para o prédio da Escola de Aperfeiçoamento do DCT e ficou instalado no segundo andar do prédio da Sucursal da Tijuca, localizada na Rua Conde de Bonfim, Rio de Janeiro.

### Do Museu Postal e Telegráfico ao Museu Nacional dos Correios
Após a extinção do DCT e a criação da Empresa Brasileira de Correios e Telégrafos, por Decreto de 20 de março de 1969, foi assinada no
início dos anos 1970 uma portaria no sentido de criar um Grupo de Trabalho para organização de um novo museu, o Museu Postal e Telegráfico, que foi inaugurado em Brasília em 15 de janeiro de 1980, iniciando um novo capítulo na história dos acervos históricos reunidos inicialmente no século XIX.     
Esse museu esteve aberto ao público até 2001, quando fechou para reformas, tendo todo o seu acervo transferido para o campus da Universidade Corporativa dos Correios. Reaberto apenas em 25 de janeiro de 2012, em modernas instalações, com o nome de Museu Nacional dos Correios, é herdeiro de parte desses acervos históricos e centro de um projeto de memória institucional bem mais amplo, que se preocupa não só com as peças localizadas em Brasília, mas com a preservação do dia a dia da empresa em seus múltiplos aspectos, em uma visão que procura restabelecer aquela mesma que, em 1889, presidiu a criação do antigo Museu Postal.

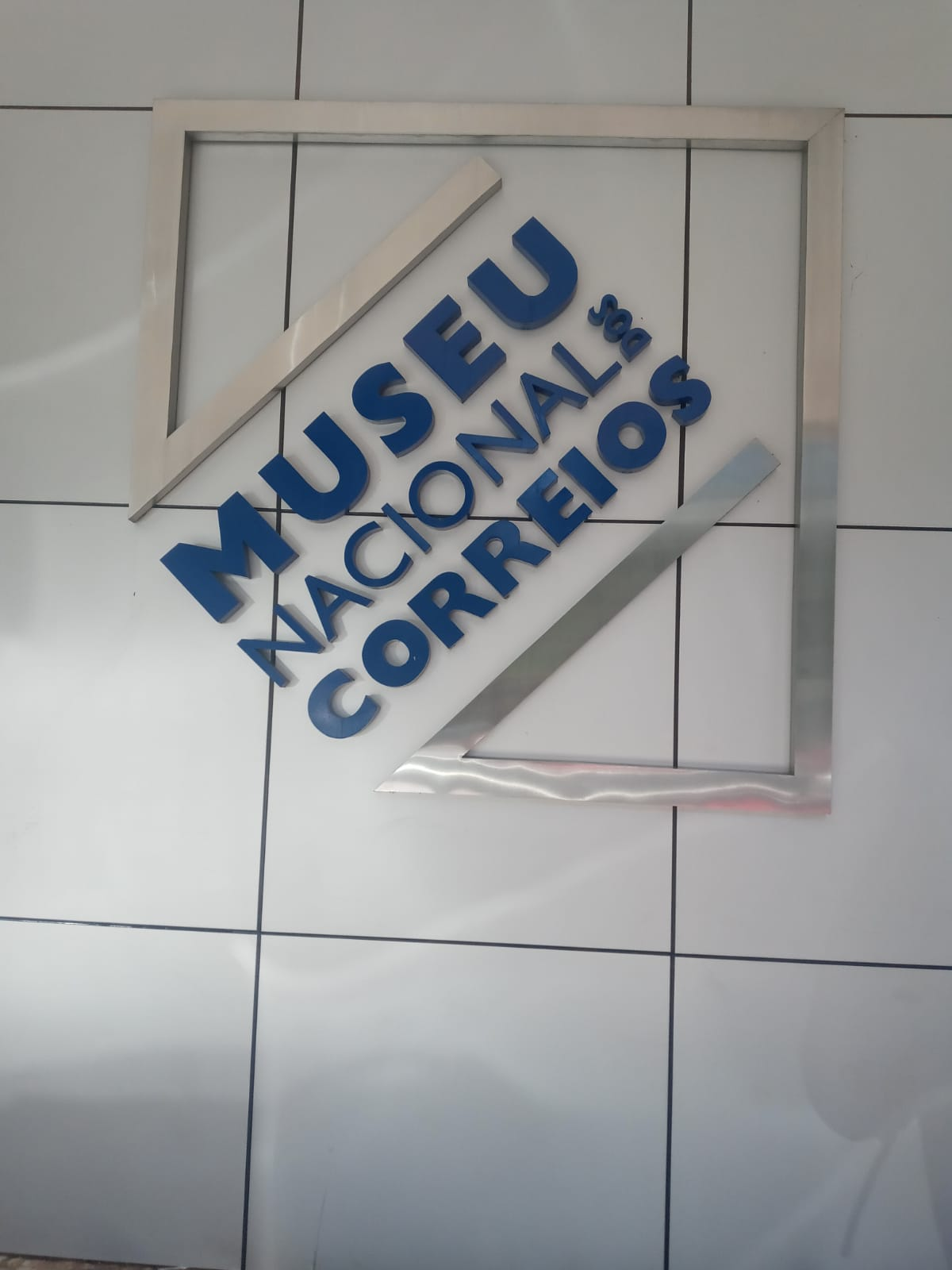
Logomarca metalizada.

## Prédio
O prédio possui 7 andares, sendo cinco dedicados a exposições, bem como um auditório com capacidade para 90 pessoas, voltado a shows de música e peças teatrais, além de mostras de Cinema. 

## Corpo técnico
A equipe multidisciplinar trabalha para catalogar, organizar e conservar selos, documentos, manuscritos, livros, equipamentos e peças das mais diversas naturezas. As exposições próprias colocam aos olhos do público verdadeiros tesouros, aproximando a população da história dos Correios, da evolução dos meios de comunicação e do acervo filatélico.

## Acervos e missão
após sua reabertura em 2012, o Museu Correios tem papel fundamental no resgate e preservação da história dos Correios no Brasil. Herdou os esforços do Museu Postal (1889),Museu dos Telégrafos (1906), Museu Postal-Telegráfico (1931). Atualmente o acervo possui mais de um milhão de peças, em contínua ampliação. A unidade tem se destacado também no cenário brasiliense com uma programação variada e inclusiva, garantindo o acesso de estudantes e do público em geral a diversas manifestações culturais. Em maio de 2014, com a modernização da marca Correios, o Museu Nacional dos Correios passou a se chamar Museu Correios.
Edita a revista Postais - Revista do Museu dos Correios.

## Horários de visita
O Museu Nacional dos Correios recebe visitantes de terça a sexta-feira, das 10h às 19h, e sábado, domingos e feriados das 14h às 18h.